# Jan Kaczmarczyk
Jan Kaczmarczyk (ur. 15 czerwca 1953) – polski lekkoatleta specjalizujący się w rzucie oszczepem.
Reprezentant Polski w meczu międzypaństwowym przeciwko Kanadzie i Wielkiej Brytanii, który rozegrano w 1974 roku. Czwarty zawodnik mistrzostw kraju w 1974. Bronił barw Górnika Zabrze. Podczas trwania kariery sportowej ważył 86 kg i miał 185 cm. wzrostu. Rekord życiowy: 77,16 m (29 czerwca 1974, Warszawa).

## Progresja wyników
| Rok           | 1970  | 1971  | 1972  | 1973  | 1974  | 1975  | 1976  | 1977  |
| Odległość (m) | 57,60 | 67,76 | 69,50 | 76,58 | 77,16 | 70,94 | 74,40 | 72,82 |